# Arnold Lang (Redaktor)
Arnold Lang (* 3. April 1838 in Egelshofen; † 11. April 1896 in Bern) war ein Schweizer Redaktor, Herausgeber und Theaterautor.

## Leben
Arnold Lang, unehelicher Sohn von Veritas Lang, wuchs in Unterägeri auf.
Er war von 1862 bis 1864 Redaktor der dort erscheinenden Zeitung Der Grütlianer. Spätestens ab 1868 lebte er in Bern. Von 1872 bis 1873 war er Redaktor der Tagespost, danach Herausgeber und Redaktor der Wochenzeitung Der Hausfreund. 
1871 heiratete er Anna Elisabetha Wildermuth, Tochter von Gottlieb Wildermuth.
Von 1872 bis 1875 wirkte er, als Nachfolger des verstorbenen Friedrich Bernet, als Zentralpräsident des Grütlivereins. Für diesen sowie als Mitherausgeber der Reihe «Schweiz. Volkstheater» schrieb er volkstümliche Theaterstücke, darunter Der Schweizer in Amerika (1868), Überm Ocean oder Das Schwyzer Alperösli (1869), Die Rose vom Oberland (1871), Der Fabrikler (1872) und Söhne der Berge (1874). Weiter veröffentlichte er auch Anleitungen zum Theaterspielen.